# Iaso
Dans la mythologie grecque, Iaso (Ἰασώ) ou Ièso (Ἰησώ) « la guérison », fille d'Asclépios et d'Épione, est une divinité de la médecine.
Pour les Anciens, elle personnifiait la maladie.
Elle est assimilée à la divinité romaine Juturne.

## Famille

### Ascendance
Iaso a pour parents Asclépios, le dieu de la médecine, et son épouse Épione, déesse de la santé. Elle est aussi, de par son père, petite-fille d'Apollon (dieu du soleil, des arts et de la médecine) et de la mortelle Coronis.
Cependant, les représentations de la famille ne sont pas toujours consistantes ; Iaso, comme ses sœurs, apparaissant ainsi parfois comme l'épouse d'Asclépios et non sa fille.

### Fratrie
Sœurs d'Iaso 
- Les cinq sœurs d'Iaso sont:
  - Hygie (santé, propreté et hygiène),
  - Panacée (les remèdes, la médecine curative),
  - Acéso (le processus de guérison),
  - Églé (beauté, santé rayonnante -surtout après une maladie),
  - Méditrine (la guérisseuse - déesse romaine).

Les sœurs, toutes les six déesses, interprètent donc diverses facettes de l'art d'Apollon, chacune associée à un aspect de la santé ou de la guérison. Asclépios et ses filles appartiennent en effet à la lignée d'Apollon, dieu de l'intelligence rationnelle, qui préfigure déjà la science telle qu'on la concevra plus tard en Occident.
Méditrine diffère de ses sœurs en ce que la déesse faisait partie des di indigetes, dieux d'origine de la religion et de la mythologie romaines primitives, et fut donc plus tardivement intégré au panthéon grec.
Frères d'Iaso 
- Les trois frères d'Iaso sont :
  - Machaon, chirurgien, qui combattit à Troie avec son frère Podalire et a été tué par Euripile ;
  - Podalire, médecin généraliste ;
  - Télesphore, dieu de la convalescence.

Contrairement à leurs sœurs, les deux premiers frères d'Iaso sont mortels, médecins pour le camp grec lors de la guerre de Troie. Télesphore quant à lui, troisième fils d'Asclépios et Épione, était à l'origine un dieu de la mythologie celtique avant d'être intégré au culte d'Asclépios,.

## Culte
Iaso était probablement considérée comme une demi-déesse, à la différence de ses sœurs Panacée et Hygie, à qui on attribuait le statut complet de divinité. Elle n’en avait pas moins des disciples, les Iasides (« les fils d'Iaso »). Dans Le Caractère ésotérique des Évangiles, Helena Petrovna Blavatsky écrit, « Iaso, fille d'Asclépios, était la déesse de guérison et tous les candidats à l’initiation dans le temple de son père étaient sous son patronage, novices ou chrestoi, appelés "les fils d'Iaso". »
Pausanias le Périégète a écrit au sujet du sanctuaire d'Amphiaraos à Oropos, en Attique :

« L'autel est divisé en parties. Une partie est à Héraclès, à Zeus et à Apollon guérisseur, une autre est attribuée aux héros et aux femmes de héros, une troisième à Hestia, Hermès, Amphiaraus et aux enfants d'Amphilochus. Mais Alcméon, à cause de la façon dont il a traité Ériphyle, n'est pas honoré dans le temple d'Amphiaraus, et pas davantage avec Amphilochus. La quatrième partie de l'autel est pour Aphrodite et Panacée et encore à Iaso, Hygéia et Athéna guérisseuse. La cinquième est consacrée aux nymphes et à Pan et aux fleuves Achélous et Céphisus. »

— Pausanias, Description de la Grèce, I, 34 
Aristophane parle de Iaso de façon humoristique dans Ploutos, quand un des personnages, Cario, dit qu'Iaso a rougi à cause du gaz qu’il avait laissé échapper.